# Left-arm orthodox spin

Animation eines Left-arm orthodox Spin

Left-arm orthodox Spin ist ein Fachbegriff des Cricketsports und bezeichnet eine spezielle Art, den Ball zu bowlen. Als Unterart des Spin bowlings wird der Ball von einem Linkshänder gebowlt und die sogenannte Finger-Spin-Technik verwendet.
Der Bowler nutzt seine Finger, um den Spin zu erzeugen. Der Spin ist dabei meist weniger stark als beim Leg Spin. Dazu spreizt der Bowler entlang der Naht des Balles seine Zeige- und Mittelfinger seiner Wurfhand und der Ringfinger dient als weiter Kontaktfläche in der Hand. Beim Verlassen des Balls aus der Hand wird der Ball durch den Zeigefinger kontrolliert und durch das Drehen von Handgelenk und Zeigefinger dafür gesorgt, dass der Ball sich gegen den Uhrzeigersinn dreht. Er verändert dementsprechend seine Bewegungsrichtung merklich in dieselbe Richtung, nachdem er auf der Pitch aufgeprallt ist, in diesem Fall also aus der Sicht des Bowlers nach Links.
Der Ball verlässt die Hand des Bowlers mit Geschwindigkeiten die normalerweise langsamer als 90 km/h sind. So liegt die Gefahr hier nicht in der Geschwindigkeit wie beim Pace Bowling, sondern im Effet („Spin“), den der Ball mit bekommt. Durch den Spin verändert der Ball seine Bewegungsrichtung, nachdem er auf dem Boden aufgekommen ist. 
Für rechtshändige Schlagmänner (engl. Batsmen) gilt diese Art des Spin bowlings als schwerer spielbar als Off Spin, jedoch leichter als Leg Spin. Die Drift ist, wie meist bei Linkshändern, weniger stark als bei Rechtshändern. Hinzu kommt, dass der Left-arm orthodox Spinner meist ein geringeres Repertoire von verschiedenen Wurftechniken hat. Diese Art 
des Spin Bowlings benötigt besonders viel Übung, bis sie gut beherrscht wird.

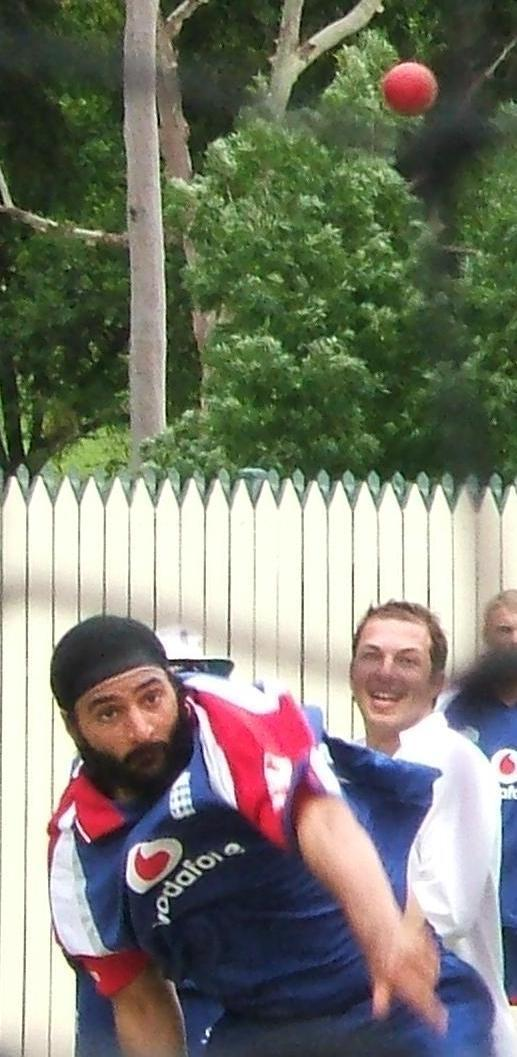
Monty Panesar beim Left-arm orthodox Spin bowling

## Bekannte Left-arm orthodox Spinner
Folgende Left-arm orthodox Spinner sind in die ICC Cricket Hall of Fame aufgenommen worden:
- Bishan Singh Bedi
- Vinoo Mankad
- Wilfred Rhodes
- Garfield Sobers
- Derek Underwood